# Zalmoxis remingtoni
Zalmoxis remingtoni is een hooiwagen uit de familie Zalmoxioidae.